# آتی‌وی (آذربایجان)
شبکه آتی‌وی(به ترکی آذربایجانی: "Azad Azərbaycan Televiziyası "ATV) از شبکه‌های تلویزیونی جمهوری آذربایجان و جزء گروه کانال‌های خصوصی (عمومی) که در ۵ دسامبر ۲۰۰۰ تأسیس شده‌است.